# مدرسة الشاشي (بغداد)
مدرسة الشاشي  مدرسة تاريخية يعود تأسيسها إلى العصر العباسي في بغداد. وهي من المدارس الشافعية التي تقع في الجزء الشرقي من المدينة. بناها فخر الإسلام أبو بكر محمد بن أحمد بن الحسين بن عمر الشاشي، المتوفى عام 1113، والذي لازم الشيخ أبو إسحاق الشيرازي، وتفقه على يد أبي نصر ابن الصباغ وكان معيد درسه، كما انتهت إليه رئاسة الشافعية. إلا أن المدرسة لم تعد موجودة اليوم.